# Saint-Julien-du-Serre
Saint-Julien-du-Serre település Franciaországban, Ardèche megyében. Lakosainak száma 874 fő (2022. január 1.). Saint-Julien-du-Serre Saint-Andéol-de-Vals, Saint-Privat, Ucel, Vals-les-Bains és Vesseaux községekkel határos.

## Népesség
A település népessége az elmúlt években az alábbi módon változott:
| Lakosok száma | 261  | 442  | 689  | 815  | 837  | 871  | 879  | 872  | 865  | 874  |
|               | 1968 | 1982 | 1990 | 2006 | 2013 | 2015 | 2017 | 2019 | 2020 | 2022 |